# Hemicordulia novaehollandiae
Hemicordulia novaehollandiae är en trollsländeart som först beskrevs av Selys 1871.  Hemicordulia novaehollandiae ingår i släktet Hemicordulia och familjen skimmertrollsländor. Inga underarter finns listade i Catalogue of Life.